# География КНДР
Коре́йская Наро́дно-Демократи́ческая Респу́блика расположена в восточной Азии, в северной части Корейского полуострова. Имеет сухопутную границу с тремя государствами: Китаем по реке Амноккан, Россией по реке Туманган и Южной Кореей. На западе омывается Жёлтым морем и Корейским заливом, а на востоке — Японским морем. Крайние северная и южная точки КНДР — деревня Пхунсори уезда Онсон провинции Хамгён-Пукто (43°0ʹ39″ с. ш.) и граница с Республикой Корея к югу от деревни Хаджоганни в городе Кэсон (37°46ʹ с. ш.). Крайние западная и восточная точки — граница с Китаем на побережье Жёлтого моря (124°10ʺ в. д.) и граница с Россией на побережье Японского моря (130°40ʹ в. д.).

## Площадь
| всего: | 120 540 км² |
| суша:  | 120 410 км² |
| вода:  | 130 км²     |

## Сухопутная граница и береговая линия
Сухопутная граница: всего 1 673 км.
Длина границы с: Китаем — 1 416 км, Южной Кореей 238 км, Россией 19 км.
Длина береговой линии: 2 495 км.

## Территориальные воды
Правительством КНДР территориальными водами страны объявлена акватория, прилегающая к берегу в пределах 12-мильной зоны (22,224 км). Кроме того, в зону, лежащую от берега на расстоянии до 92,6 км в Японском море и 370,4 км в Жёлтом море, не могут заходить без разрешения иностранные суда и залетать летательные аппараты.
Воды в Жёлтом море между КНДР и Южной Кореей разделяет являющаяся предметом споров Северная пограничная линия, в одностороннем порядке созданная американским военным командованием в начале 50-х годов XX века и не признаваемая официально правительством КНДР.

## Топография и водная система

Вид на Корейский полуостров со спутника

Территория КНДР преимущественно горная, изрезана множеством долин и оврагов. Прибрежные равнинные участки относительно велики только в западной части страны.

### Высшая и низшая точки
- Низшая точка: Японское море 0 м
- Высшая точка: Пэктусан 2 744 м

Ранние европейские исследователи Кореи отмечали, что она похожа на море в сильный шторм из-за того, что 80 % её территории покрыто горами. К примеру, горный перевал Чхоллён настолько извилист, что получил прозвище «перевал 99 изгибов». Горные районы, однако, малозаселены в сравнении с равнинными.
Район горы Пэктусан возле границы с Китаем имеет вулканическое происхождение и включает в себя базальтовое плато высотой 1 400—2 000 метров над уровнем моря. В КНДР расположены живописные горы Кымгансан («Алмазные горы»), высотой до 1 638 метров, куда разрешён въезд туристов даже из Южной Кореи.
Горные массивы в северной и восточной частях государства являются источниками многих рек, текущих в западном направлении и впадающих в Жёлтое море и Корейский залив. Самая длинная — река Ялуцзян длиной 790 километров. Река Туманган, впадающая в Японское море, имеет длину 521 километр. Другая крупная река — Тэдонган — течёт через Пхеньян и имеет длину 397 километров.

## Климат

Снегопад в Корее

Северная Корея имеет муссонный климат с четырьмя отдельными временами года. Зима относительно сухая и холодная (средняя январская температура в Пхеньяне −3 °C днём и −13 °C ночью), а лето жаркое и влажное (средняя августовская температура в Пхеньяне 29 °C днём и 20 °C ночью). Около 60 % годового количества осадков выпадает в период между июнем и сентябрём. Весна и осень мягкие, относительно сухие.

## Природные ресурсы и использование земли
Природные ресурсы, добываемые в стране, включают: уголь, свинец, вольфрам, цинк, графит, магний, железо, медь, золото, пирит, соль, плавиковый шпат и др.

### Использование земли
| пахотные земли: | 14 % |
| лесные массивы: | 61 % |
| другое:         | 23 % |

Данные: (1993, оценка.)
Орошаемая земля: 14,600 км² (1993, оценка.)

## Растительность
На территории Северной и Южной Кореи насчитывается около 3400 видов сосудистых растений. В их числе, в КНДР, более 100 видов папоротника и бамбук (саза). Характерна высотная поясность. Сверху вниз последовательно сменяются альпийский пояс с горными тундрами (от 2000 м и выше), субальпийские каменноберёзовые леса и кустарниковые заросли (1700-2000 м),  хвойные (1100-1700 м), хвойно-широколиственные (500-1100м) и широколиственные леса (от равнин до 500 м).

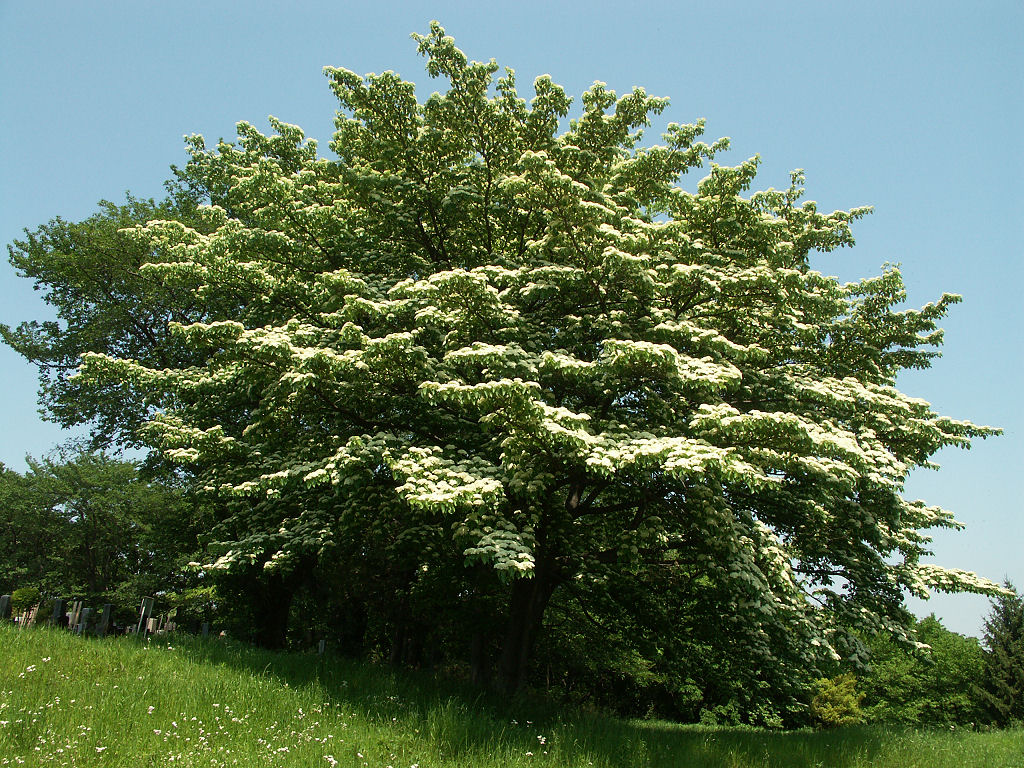
Кизил спорный (ботрокариум спорный)
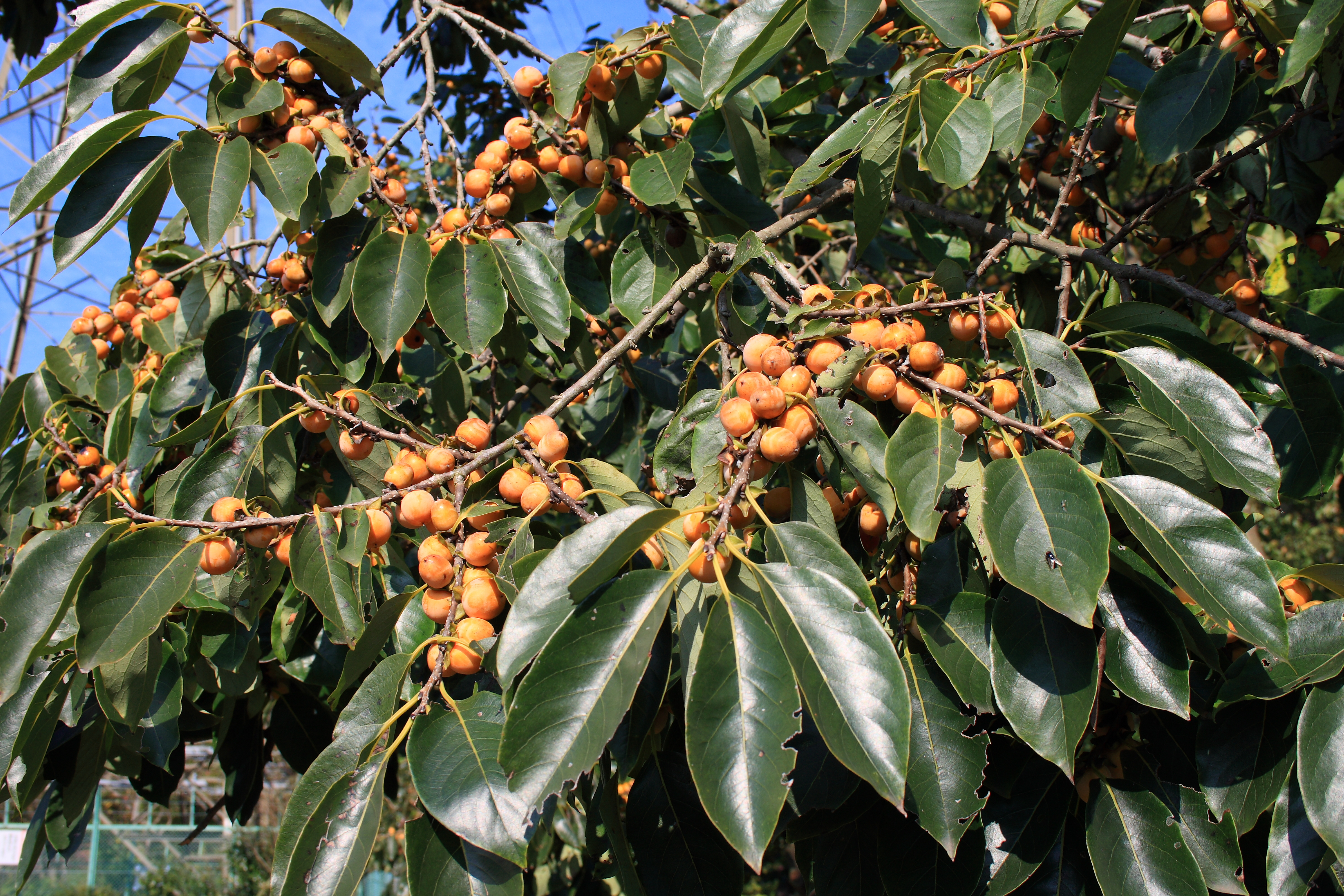
Хурма кавказская
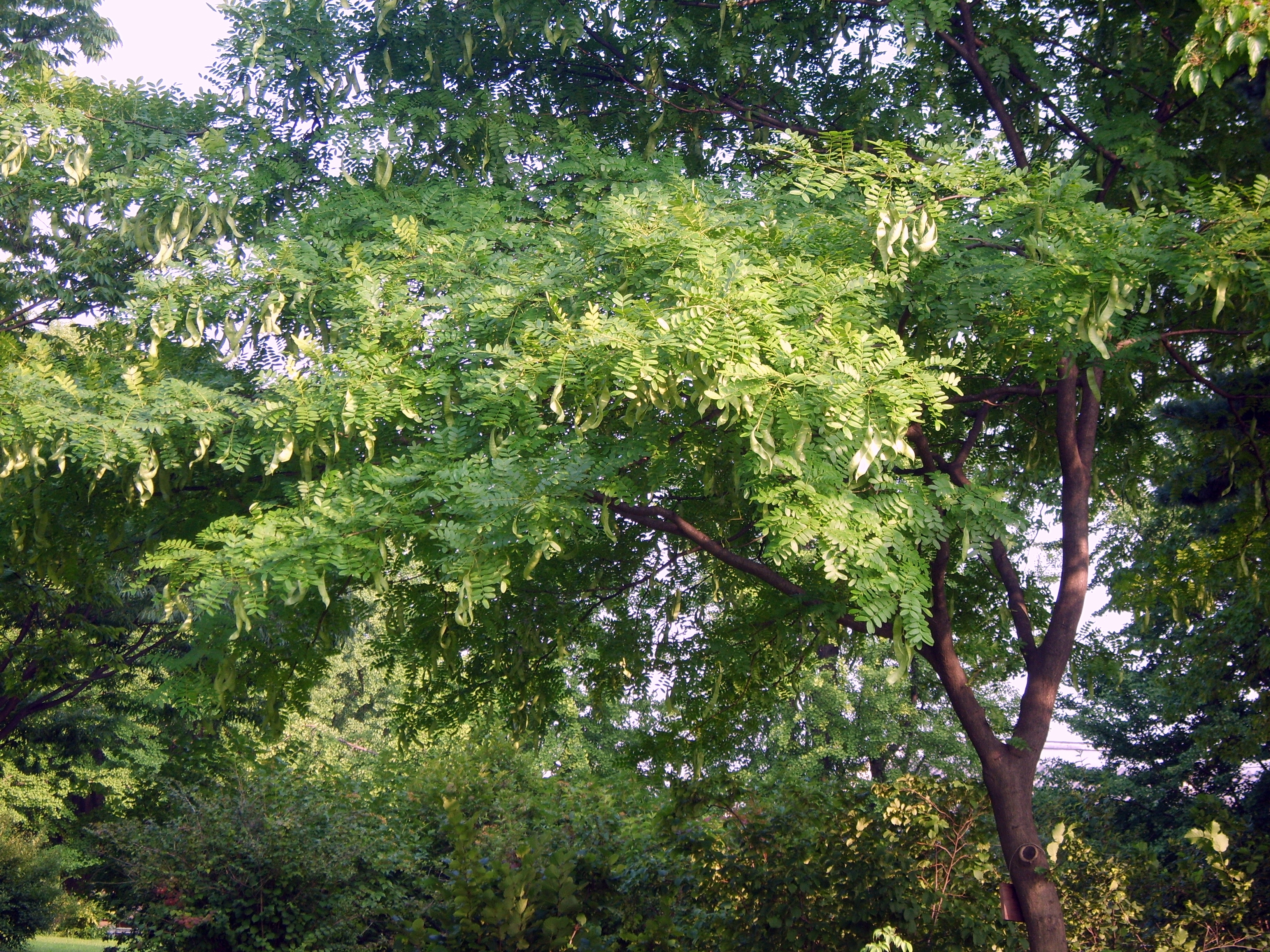
Гледичия японская
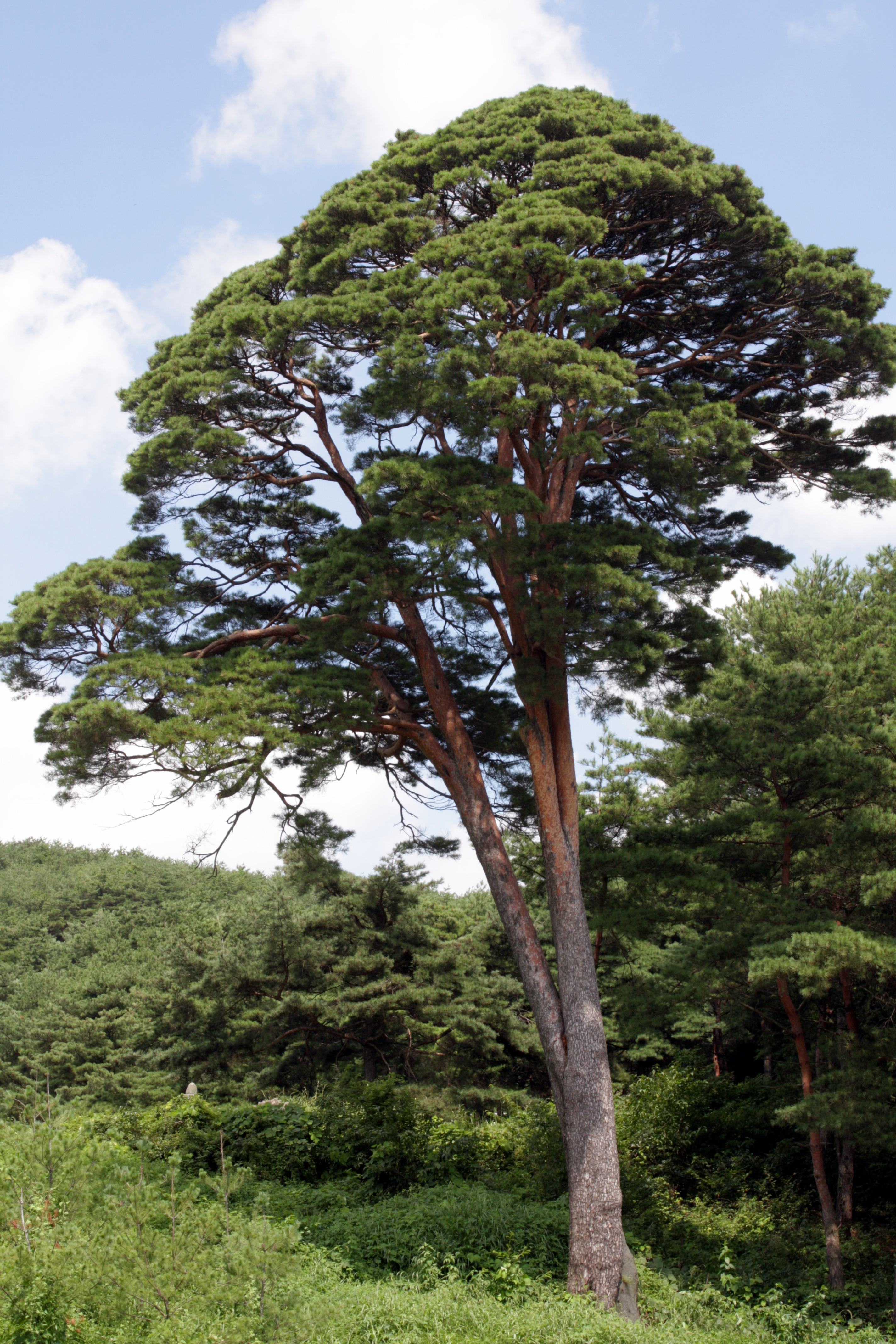
Сосна густоцветковая
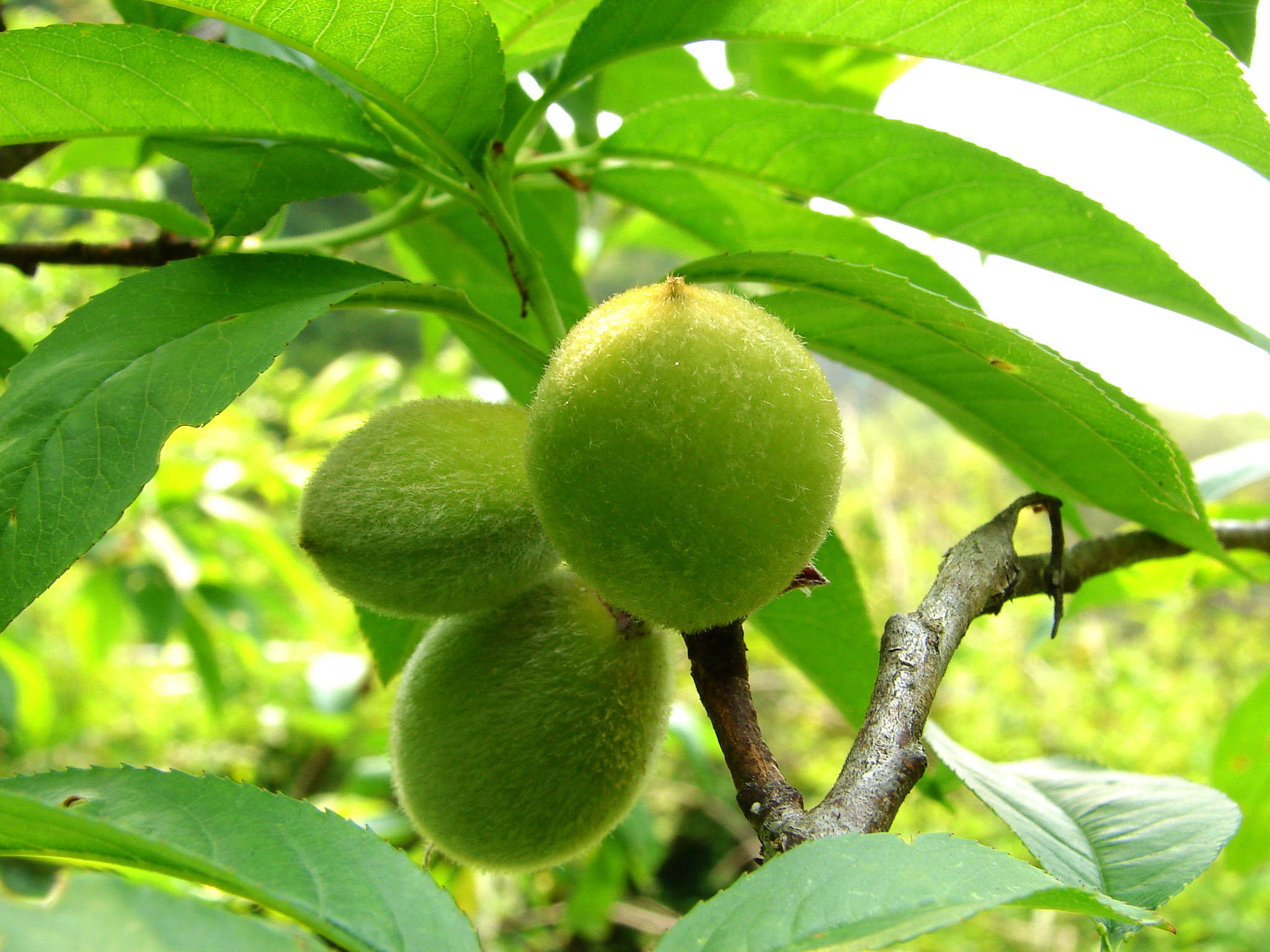
Дикий персик (слива Давида)
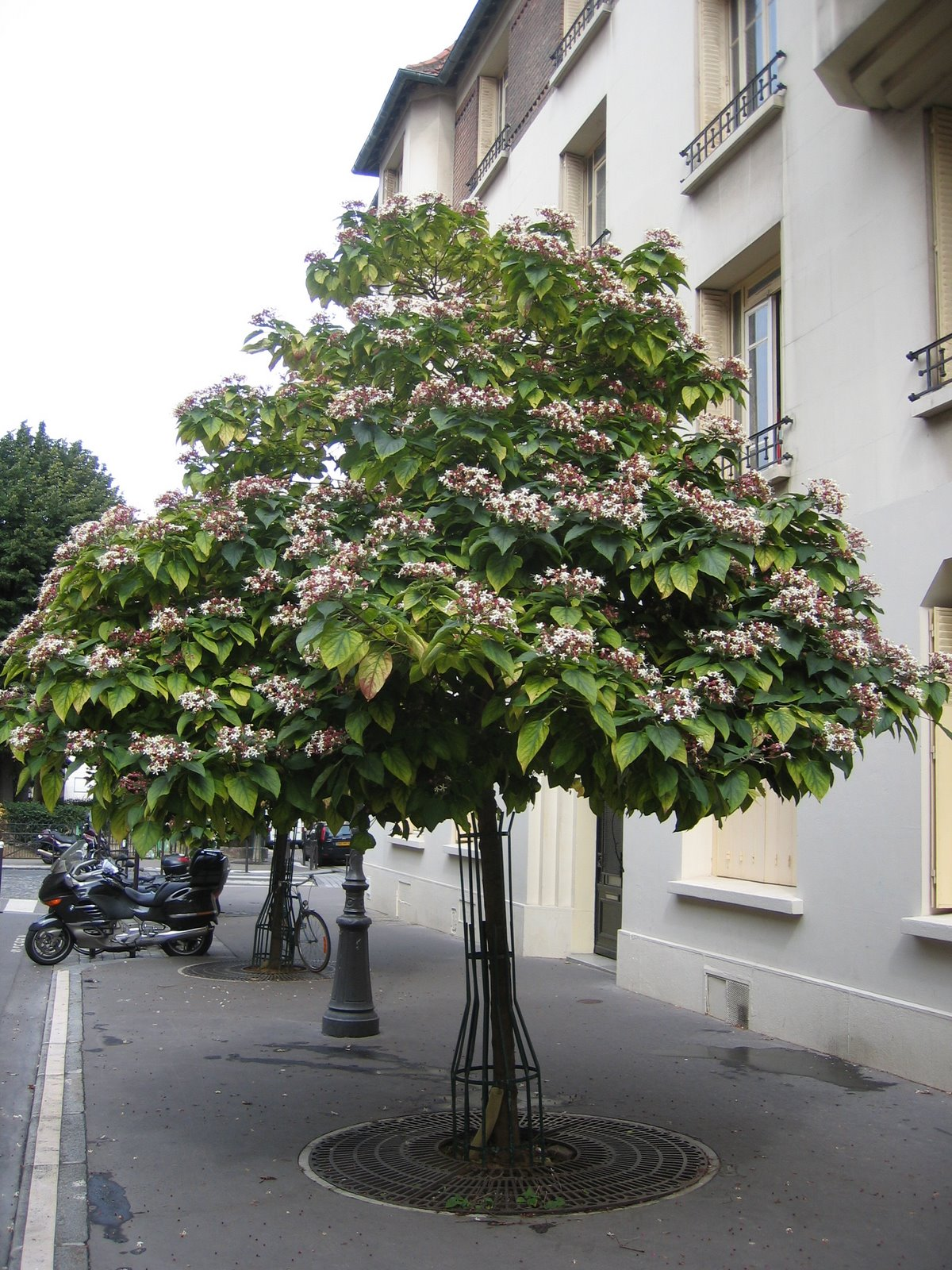
Клеродендрум трёхраздельный

Хвойные породы КНДР делятся на несколько групп. Высокогорные включают в себя кедровый стланик и можжевельник сибирский. Таёжные представлены: лиственницей Гмелина, елями аянской и корейской, пихтой белокорой. К теплолюбивым (не таёжным) относятся: пихта цельнолистная, корейский кедр, сосны густоцветковая, масличная и Тунберга, тис остроконечный, можжевельники твёрдый и китайский, туя корейская.
Также весьма разнообразны берёзы. Берёзы каменная и китайская замыкают верхнюю границу леса в горах. Берёза плосколистная (белая) достигает своего оптимума в тайге. Берёза жёлтая приспособилась к хвойно-широколиственным лесам. А берёзы железная и чёрная предпочитают дубравы. На болотах тоже есть свой вид — бёреза кустарниковая.
В подлеске имеется множество декоративных растений: рододендроны Шлиппенбаха, короткоплодный и остроконечный, розы ксантина, морщинистая и Максимовича, гортензия, чубушник, дейция, миндаль, вейгела, спирея (11 видов), форзиция, сирень, красивоплодник и др.
Кроме того, обильны лианы: актинидия, виноград, девичий виноград, лимонник, кирказон, пуэрария, древогубец, акебия, трёхкрыльник, ломонос (включая клематис патенс), жимолость японская, обвойник заборный, диоскорея, луносемянник и др.

## Животный мир
На территории Северной Кореи водятся:
Грызуны: крыса, маньчжурский заяц, корейский заяц, северная пищуха, северная пальмовая белка.
Копытные: много кабанов, а также: пятнистый и водяной олени, сибирская косуля.
Крупные животные: бурый и гималайский медведи, изюбрь.
Хищники: волки, обыкновенная рысь, в некоторых приграничных северных районах водятся амурские тигры и дальневосточные (корейские) леопарды.
Птицы: уссурийский тетерев, филин и ушастая сова, белолобый гусь, лебедь-кликун, могильник, самая крупная хищная птица — беркут, цапли: китайская малая выпь, амурский волчок, обыкновенная кваква, серая цапля, желтоклювая цапля, обыкновенный фазан, рябчик, большой баклан, чёрный коршун, скопа, рябчик.
Редкие птицы: трёхпалый дятел, чешуйчатый крохаль, дрофа, японские журавли, сухоносы, дальневосточный аист, даурский журавль, большой подорлик.
Землеводные и рептилии: зелёная лягушка, трёхлапая жаба, сахалинская гадюка, кожистая и дальневосточная черепахи. 
Насекомые: китайский богомол, муравьи, саранча перелётная, кузнечики, сверчки.
Много видов рыб.